# Karang Banyu
Karang Banyu is een bestuurslaag in het regentschap Ngawi van de provincie Oost-Java, Indonesië. Karang Banyu telt 7359 inwoners (volkstelling 2010).